# Jajko i ja (film)
Jajko i ja (ang. The Egg and I) – amerykański film z 1947 roku w reżyserii Chestera Erskine’a.

## Obsada
- Claudette Colbert: Betty MacDonald
- Fred MacMurray: Bob MacDonald
- Marjorie Main: Phoebe „Ma“ Kettle
- Percy Kilbride: Frank „Pa“ Kettle
- Louise Allbritton: Harriet Putnam
- Richard Long: Tom Kettle
- Billy House: Billy Reed
- Ida Moore: Emily, alte Dame
- Donald McBride: pan Henty
- Samuel S. Hinds: szeryf
- Esther Dale: Birdie Hicks
- Elisabeth Risdon
- John Berkes
- Vic Potel
- Fuzzy Knight
- Isabel O’Madigan

## Nagrody i nominacje
| Nazwa nagrody | Wygrane            | Nominacje                                         |
| ------------- | ------------------ | ------------------------------------------------- |
| Oscar         | 1948 bez rezultatu | 1948 Najlepsza aktorka drugoplanowa Marjorie Main |